# Brian Bosworth
Brian Keith Bosworth (ur. 9 marca 1965 w Oklahoma City) – amerykański aktor filmowy, były zawodnik futbolu amerykańskiego, w latach 1987–89 pod pseudonimem „The Boz” grający na pozycji linebacker. W rozgrywkach akademickich NCAA występował w drużynie University of Oklahoma.

## Życiorys

### Wczesne lata
Urodził się w Oklahoma City w stanie Oklahoma w rodzinie rzymskokatolickiej jako syn Kathy i Fostera Louisa Boswortha Jr. (1937-2009). Wychowywał się z dwiema siostrami - Robbie i Vicki. Uczęszczał do MacArthur High School w Irving w Teksasie. Na jego dzieciństwie piętno odcisnęła trudna relacja z ojcem, który miał niespełnioną ambicją i obsesję dotyczącą kariery syna na boisku, rzadko wyrażając swoje zadowolenie.
W 1985 i 1986 podczas gry w Oklahomie zdobył nagrodę Dick Butkus Award jako wybitny krajowy linebacker. Podczas studiów na University of Oklahoma, w latach 1984-86 grał w drużynie All-American. W 1985 roku zdobył mistrzostwo kraju.

### Kariera
Profesjonalną karierę futbolową rozpoczął w 1987 z drużyną Seattle Seahawks, podpisując kontrakt na jedenaście milionów dolarów. Po trzech sezonach, z powodu przewlekłej kontuzji barku, musiał zrezygnować z dalszej kariery sportowej. O swojej karierze sportowej wspomina w autobiografii The Boz: Wyznania nowoczesnego antybohatera (The Boz: Confessions of a Modern Anti-Hero), którą napisał w wieku 23 lat. Książka była popularna w Stanach Zjednoczonych i stała się bestsellerem.
Już w czasie kariery futbolowej za radą swojego agenta, Bosworth zaczął uczęszczać na lekcje aktorstwa. Miał szansę zaistnieć w komedii sensacyjnej Tango i Cash (Tango & Cash, 1989) obok Sylvestra Stallone’a i Kurta Russella, ale odmówił. Do rozpoczęcia kariery aktorskiej zachęcił go Michael Douglas, który pierwotnie miał zagrać główną rolę w filmie sensacyjnym Zimny jak głaz (Stone Cold, 1991), lecz ostatecznie to Bosworth wcielił się w postać policjanta z Alabamy, który rozprawia się z morderczym gangiem o nazwie „Bractwo” prowadzonym przez Chainsa Coopera (Lance Henriksen) i Ice’a (William Forsythe). Pojawił się w teledysku i śpiewał w chórkach w piosence „Voices That Care” (1991) autorstwa Davida Fostera, Lindy Thompson i Petera Cetery.
Wystąpił gościnnie w serialach: Nash Bridges (2000) i CSI: Kryminalne zagadki Miami (CSI: Miami, 2005). Nie stał się kolejnym „wielkim twardzielem” z gatunku filmu akcji, jednak grywał kluczowe role w produkcjach niskobudżetowych, a także drobne role w większych produkcjach hollywoodzkich, takich jak Wykiwać klawisza (The Longest Yard, 2005).
W 2001 był komentatorem ligi futbolu amerykańskiego XFL. W 2010 wziął udział w reality show Hell’s Kitchen.
Bosworth był przedmiotem filmu dokumentalnego Thaddeusa J. Matuli Brian and The Boz (2014), który miał premierę 28 października 2014 roku jako część serialu telewizyjnego 30 for 30.

## Życie prywatne
10 grudnia 1993 poślubił swoją dziewczynę z liceum Katherine Nicastro. Para miała troje dzieci: dwie córki - Alexę Chase (ur. w grudniu 1991) i Hayley (ur. 11 lipca 1995) oraz syna Maxa (ur. 1998). Jednak w 2006 roku doszło do rozwodu.
Jego dwaj siostrzeńcy-bliźniacy (ur. 21 listopada 1986) grali w futbol amerykański na University of California, Los Angeles, Kyle w drużynie Jacksonville Jaguars, a Korey w Detroit Lions.
5 lipca 2008, Bosworth pomagał przy ratowaniu kobiety, którą przewrócił SUV na wschód od Winnipegu. W 2009 udzielił pierwszej pomocy człowiekowi na parkingu podejmując resuscytacji krążeniowo-oddechowej do upadłego, aż przybyła pomoc medyczna.
W 2010 Bosworth pracował jako agent nieruchomości w Sotheby’s International Realty w swoim biurze maklerskim w Malibu, w Kalifornii.
5 maja 2012 ożenił się z Morgan Leslie Heuman.
3 marca 2013 w Kościele Baptystycznym w Chickasha uznał Jezusa Chrystusa jako Pana i Zbawiciela.

## Nagrody i nominacje
| Rok  | Nagroda            | Kategoria              | Rola                  | Tytuł                               | Rezultat  |
| ---- | ------------------ | ---------------------- | --------------------- | ----------------------------------- | --------- |
| 1992 | Złota Malina       | Najgorsza nowa gwiazda | Joe Huff / John Stone | Zimny jak głaz (Stone Cold)         | Nominacja |
| 2005 | Teen Choice Awards | Ulubiony oślizgły typ  | strażnik Garner       | Wykiwać klawisza (The Longest Yard) | Nominacja |

### Filmografia
| Rok  | Tytuł                                                         | Rola                     | Reżyser                     |
| ---- | ------------------------------------------------------------- | ------------------------ | --------------------------- |
| 1991 | Zimny jak głaz (Stone Cold)                                   | Joe Huff / John Stone    | Craig R. Baxley             |
| 1995 | Był sobie twardziel (One Man's Justice)                       | sierżant John North      | Kurt Wimmer                 |
| 1996 | Wirus (Virus)                                                 | Ken Fairchild            | Allan A. Goldstein          |
| 1997 | Blackout (Midnight Heat, TV)                                  | John Gray / Wayne Garret | Allan A. Goldstein          |
| 1998 | Znowu w akcji (Back in Business)                              | Joe Elkhart              | Philippe Mora               |
| 1998 | Złoto pustyni (Three Kings)                                   | gwiazdor kina akcji      | David O. Russell            |
| 2000 | Gniazdo os (The Operative)                                    | Alec/Grady               | Robert Lee                  |
| 2000 | Nash Bridges - odc. ManHunt                                   | Bobby Usher              | Don Kurt                    |
| 2001 | Phase IV                                                      | detektyw Steven Birnam   | Bryan Goeres                |
| 2002 | Granice ryzyka (Mach 2)                                       | kpt. Jack Tyree          | Fred Olen Ray               |
| 2005 | Wykiwać klawisza (The Longest Yard)                           | strażnik Garner          | Peter Segal                 |
| 2005 | CSI: Kryminalne zagadki Miami (CSI: Miami) - odc. "Shattered" | Duane "Bull" Merrick     | Scott Lautanen              |
| 2009 | Detektyw Rock Slyde (Rock Slyde)                              | The Friendly Pirate      | Chris Dowling               |
| 2010 | Blue Mountain State (sezon 2 odc. 3)                          | w roli samego siebie     | Eric Falconer, Chris Romano |
| 2010 | Down and Distance                                             | John Vonarb              | Brian J. De Palma           |
| 2013 | Revelation Road: The Beginning of the End                     | Hawg                     | Gabriel Sabloff             |
| 2013 | Revelation Road 2: The Sea of Glass and Fire                  | Hawg                     | Gabriel Sabloff             |
| 2014 | The Black Rider: Revelation Road                              | Hawg                     | Gabriel Sabloff             |
| 2015 | Czy naprawdę wierzysz? (Do You Believe?)                      | Joe                      | Jonatham M. Gunn            |